# DFB-Pokal 1988/89 (Frauen)
Der DFB-Pokal der Frauen 1989 wurde vom TSV Siegen gewonnen. Im Finale schlug man den FSV Frankfurt mit 5:1. Für den TSV war es der vierte Pokalsieg in Folge. Erstmals wurde vor dem Finale eine Partie im Elfmeterschießen entschieden.

## Teilnehmer
Für den DFB-Pokal haben sich folgende Verbandspokalsieger qualifiziert:
| Regionalverband Nord | Regionalverband West                                                                        | Regionalverband Südwest                                                          | Regionalverband Süd | Berlin                   |
| --- | ------------------------------------------------------------------------------------------- | -------------------------------------------------------------------------------- | --- | ------------------------ |
| - Bremen: FT Geestemünde - Hamburg: FTSV Lorbeer Rothenburgsort - Niedersachsen: VfR Eintracht Wolfsburg - Schleswig-Holstein: ATSV Stockelsdorf | - Mittelrhein: SSG 09 Bergisch Gladbach - Niederrhein: KBC Duisburg - Westfalen: TSV Siegen | - Rheinland: TuS Ahrbach - Saarland: VfR 09 Saarbrücken - Südwest: TuS Wörrstadt | - Baden FC Spöck - Bayern FC Bayern München - Hessen: FSV Frankfurt - Südbaden: TuS Binzen - Württemberg: TSV Ludwigsburg | - Tennis Borussia Berlin |

## Übersicht
Die jeweils oben genannte Mannschaft hatte Heimrecht. Fett geschriebene Mannschaften erreichten die nächste Runde. Zahlen dahinter kennzeichnen die Tore im Wiederholungsspiel. Zahlen in Klammern die Tore im Elfmeterschießen.
|  | Achtelfinale           | Achtelfinale |                   |               | Viertelfinale        | Viertelfinale |  |  | Halbfinale | Halbfinale |  |  | Finale | Finale |
|  |                        |              |                   |               |                      |               |  |  |            |            |  |  |        |        |
|  |                        |              |                   |               |                      |               |  |  |            |            |  |  |        |        |
|  | ATSV Stockelsdorf      | 0            |                   |               |                      |               |  |  |            |            |  |  |        |        |
|  | KBC Duisburg           | 8            |                   |               |                      |               |  |  |            |            |  |  |        |        |
|  | KBC Duisburg           | 8            | KBC Duisburg      | 0/3 (5)       |                      |               |  |  |            |            |  |  |        |        |
|  |                        |              | KBC Duisburg      | 0/3 (5)       |                      |               |  |  |            |            |  |  |        |        |
|  |                        |              |                   |               | Bergisch Gladbach    | 10/3 (6)1     |  |  |            |            |  |  |        |        |
|  | Bergisch Gladbach      | 1            |                   |               | Bergisch Gladbach    | 10/3 (6)1     |  |  |            |            |  |  |        |        |
|  | Bergisch Gladbach      | 1            |                   |               |                      |               |  |  |            |            |  |  |        |        |
|  | Eintracht Wolfsburg    | 0            |                   |               |                      |               |  |  |            |            |  |  |        |        |
|  | Eintracht Wolfsburg    | 0            | Bergisch Gladbach | 1             |                      |               |  |  |            |            |  |  |        |        |
|  |                        |              | Bergisch Gladbach | 1             |                      |               |  |  |            |            |  |  |        |        |
|  |                        |              |                   | TSV Siegen    | 3                    |               |  |  |            |            |  |  |        |        |
|  | TuS Wörrstadt          | 1            |                   | TSV Siegen    | 3                    |               |  |  |            |            |  |  |        |        |
|  | TuS Wörrstadt          | 1            |                   |               |                      |               |  |  |            |            |  |  |        |        |
|  | TSV Siegen             | 3            |                   |               |                      |               |  |  |            |            |  |  |        |        |
|  | TSV Siegen             | 3            | TSV Siegen        | 2             |                      |               |  |  |            |            |  |  |        |        |
|  |                        |              | TSV Siegen        | 2             |                      |               |  |  |            |            |  |  |        |        |
|  |                        |              |                   |               | TSV Ludwigsburg      | 0             |  |  |            |            |  |  |        |        |
|  | TSV Ludwigsburg        | 2            |                   |               | TSV Ludwigsburg      | 0             |  |  |            |            |  |  |        |        |
|  | TSV Ludwigsburg        | 2            |                   |               |                      |               |  |  |            |            |  |  |        |        |
|  | Tennis Borussia Berlin | 0            |                   |               |                      |               |  |  |            |            |  |  |        |        |
|  | Tennis Borussia Berlin | 0            | TSV Siegen        | 5             |                      |               |  |  |            |            |  |  |        |        |
|  |                        |              | TSV Siegen        | 5             |                      |               |  |  |            |            |  |  |        |        |
|  |                        |              |                   | FSV Frankfurt | 1                    |               |  |  |            |            |  |  |        |        |
|  | FSV Frankfurt          | 2            |                   | FSV Frankfurt | 1                    |               |  |  |            |            |  |  |        |        |
|  | FSV Frankfurt          | 2            |                   |               |                      |               |  |  |            |            |  |  |        |        |
|  | VfR 09 Saarbrücken     | 0            |                   |               |                      |               |  |  |            |            |  |  |        |        |
|  | VfR 09 Saarbrücken     | 0            | FSV Frankfurt     | 3             |                      |               |  |  |            |            |  |  |        |        |
|  |                        |              | FSV Frankfurt     | 3             |                      |               |  |  |            |            |  |  |        |        |
|  |                        |              |                   |               | Bayern München       | 0             |  |  |            |            |  |  |        |        |
|  | FC Spöck               | 1            |                   |               | Bayern München       | 0             |  |  |            |            |  |  |        |        |
|  | FC Spöck               | 1            |                   |               |                      |               |  |  |            |            |  |  |        |        |
|  | Bayern München         | 4            |                   |               |                      |               |  |  |            |            |  |  |        |        |
|  | Bayern München         | 4            | FSV Frankfurt     | 4             |                      |               |  |  |            |            |  |  |        |        |
|  |                        |              | FSV Frankfurt     | 4             |                      |               |  |  |            |            |  |  |        |        |
|  |                        |              |                   | TuS Ahrbach   | 0                    |               |  |  |            |            |  |  |        |        |
|  | FT Geestemünde         | 1            |                   | TuS Ahrbach   | 0                    |               |  |  |            |            |  |  |        |        |
|  | FT Geestemünde         | 1            |                   |               |                      |               |  |  |            |            |  |  |        |        |
|  | TuS Ahrbach            | 4            |                   |               |                      |               |  |  |            |            |  |  |        |        |
|  | TuS Ahrbach            | 4            | TuS Ahrbach       | 3             |                      |               |  |  |            |            |  |  |        |        |
|  |                        |              | TuS Ahrbach       | 3             |                      |               |  |  |            |            |  |  |        |        |
|  |                        |              |                   |               | Lorb. Rothenburgsort | 0             |  |  |            |            |  |  |        |        |
|  | TuS Binzen             | 0            |                   |               | Lorb. Rothenburgsort | 0             |  |  |            |            |  |  |        |        |
|  | TuS Binzen             | 0            |                   |               |                      |               |  |  |            |            |  |  |        |        |
|  | Lorb. Rothenburgsort   | 4            |                   |               |                      |               |  |  |            |            |  |  |        |        |

1 Sieg im Elfmeterschießen im Wiederholungsspiel

## Achtelfinale
Gespielt wurde am 20. und 21. August 1988.
|                          | Ergebnis |                         |
| ------------------------ | -------- | ----------------------- |
| TSV Ludwigsburg          | 2:0      | Tennis Borussia Berlin  |
| TuS Binzen               | 0:4      | Lorbeer Rothenburgsort  |
| FT Geestemünde           | 1:4      | TuS Ahrbach             |
| FC Spöck                 | 1:4      | FC Bayern München       |
| FSV Frankfurt            | 2:0      | VfR 09 Saarbrücken      |
| TuS Wörrstadt            | 1:3      | TSV Siegen              |
| SSG 09 Bergisch Glabbach | 1:0      | VfR Eintracht Wolfsburg |
| ATSV Stockelsdorf        | 0:8      | KBC Duisburg            |

## Viertelfinale
Gespielt wurde am 1. und 2. Oktober 1988. Das Wiederholungsspiel fand am 9. November 1988 statt.
|               | Ergebnis  |                          |
| ------------- | --------- | ------------------------ |
| FSV Frankfurt | 3:0       | FC Bayern München        |
| TSV Siegen    | 2:0       | TSV Ludwigsburg          |
| TuS Ahrbach   | 3:0       | Lorbeer Rothenburgsort   |
| KBC Duisburg  | 0:0 n. V. | SSG 09 Bergisch Gladbach |

### Wiederholungsspiel
|                          | Ergebnis              |              |
| ------------------------ | --------------------- | ------------ |
| SSG 09 Bergisch Gladbach | 3:3 n. V. (6:5 i. E.) | KBC Duisburg |

## Halbfinale
Gespielt wurde am 14. und 16. April 1989.
|                          | Ergebnis |             |
| ------------------------ | -------- | ----------- |
| SSG 09 Bergisch Gladbach | 1:3      | TSV Siegen  |
| FSV Frankfurt            | 4:0      | TuS Ahrbach |

## Finale
| TSV Siegen                                    | TSV Siegen | FSV Frankfurt | FSV Frankfurt |
| --------------------------------------------- | --- | --- | ------------- |
| TSV Siegen                                    | \| 24. Juni 1989 in Berlin (Olympiastadion) \| \| Ergebnis: 5:1 (3:0) \| \| Zuschauer: 10.000 (Vorspiel zum Männerfinale) \| \| Schiedsrichter: Bodo Kriegelstein (Berlin) \|                                                             | \| 24. Juni 1989 in Berlin (Olympiastadion) \| \| Ergebnis: 5:1 (3:0) \| \| Zuschauer: 10.000 (Vorspiel zum Männerfinale) \| \| Schiedsrichter: Bodo Kriegelstein (Berlin) \|                                                                                 | FSV Frankfurt |
| TSV Siegen                                    | Rosemarie Neuser – Manuela Kozany – Karin Sänger, Sissy Raith – Andrea Haberlaß, Silvia Neid, Martina Voss, Rike Koekkoek – Beate Henkel, Edit Kern (70. Ulrike Schäfer), Myriam Knieper (63. Heike Czyganowski) Cheftrainer: Gerd Neuser | Katja Kraus – Andrea Heinrich – Ilona Oldendorf (33. Katja Bornschein), Marion Lissner, Britta Unsleber – Gaby König, Bettina Weise (47. Martina Walter), Carmen Birkenbach, Dagmar Pohlmann – Daniela Stumpf, Gaby Mink Cheftrainerin: Monika Koch-Emsermann | FSV Frankfurt |
| TSV Siegen                                    | 1:0 Silvia Neid (10.) 2:0 Silvia Neid (18.) 3:0 Edith Kern (36.) 4:0 Edith Kern (44.) 5:0 Martina Voss (46.) | 5:1 Britta Unsleber (52., Foulelfmeter) | FSV Frankfurt |
| 24. Juni 1989 in Berlin (Olympiastadion)      | | |               |
| Ergebnis: 5:1 (3:0)                           | | |               |
| Zuschauer: 10.000 (Vorspiel zum Männerfinale) | | |               |
| Schiedsrichter: Bodo Kriegelstein (Berlin)    | | |               |